# Andi Matichak
Andrea Blythe "Andi" Matichak, född 7 juni 1994 i Framingham i Massachusetts (uppvuxen i utkanten av Chicago i Illinois), är en amerikansk skådespelerska. Hon dök till en början i sin karriär upp i TV-serier som 666: Park Avenue, Orange Is the New Black och Blue Bloods, innan hon slutligen gjorde sin filmdebut i rollen som Allyson Nelson (dotterdotter till Jamie Lee Curtis karaktär Laurie Strode), i skräck- och slasherfilmen Halloween (2018). Hon har även återupprepat denna roll i filmens två släppta uppföljare, Halloween Kills och Halloween Ends.

## Filmografi (i urval)

### Filmer
- 2018 – Halloween
- 2021 – Son
- 2021 – Halloween Kills
- 2022 – Halloween Ends

### TV-serier
- 2013 – 666: Park Avenue (TV-serie)
- 2015 – Orange Is the New Black (TV-serie)
- 2016 – Underground (TV-serie)
- 2017 – Blue Bloods (TV-serie)